# Détenu en attente de jugement
Pour plus de détails, voir Fiche technique et Distribution.
Détenu en attente de jugement (titre original : Detenuto in attesa di giudizio) est un film italien réalisé par Nanni Loy, sorti en 1971.

## Synopsis
Depuis plusieurs années le géomètre Giuseppe Di Noi (Alberto Sordi) s'est installé en Suède, où il a épousé une femme suédoise (Elga Andersen) et est devenu un professionnel estimé ; il décide d'emmener sa famille en vacances en Italie.
Mais à la frontière italienne, il est arrêté sans qu'on lui donne la moindre explication. Convaincu que l'erreur sera vite éclaircie, le malheureux est mis en prison, à l'isolement, et en arrive finalement à un vrai chemin de croix judiciaire, avec des traitements humiliants et dépersonnalisants. Le cauchemar se prolonge bien au-delà de ce qu'il avait prévu, et il faudra l'acharnement passionné de son épouse et de son avocat pour montrer qu'il s'agit d'une erreur et obtenir la libération de l'innocent.
Cependant, lorsque le malheureux géomètre Di Noi réussira à reconquérir la liberté, il sortira de la prison comme un homme marqué maintenant de façon irrémédiable au point de vue physique et psychologique.

## Fiche technique
- Titre du film : Détenu en attente de jugement
- Titre en italien : Detenuto in attesa di giudizio
- Réalisation : Nanni Loy
- Scénario : Sergio Amidei, Emilio Sanna d'après un sujet de Rodolfo Sonego
- Photographie : Sergio D'Offizi - eastmancolor
- Musique : Carlo Rustichelli
- Durée : 102 minutes
- Pays d'origine :  Italie
- Sortie en Italie : 27/10/1971

## Distribution
- Alberto Sordi : Giuseppe Di Noi
- Elga Andersen : sa femme Ingrid
- Lino Banfi : le directeur de la prison
- Antonio Casagrande : le juge
- Mario Pisu : le psychiatre
- Giuseppe Anatrelli : un detenu

## Autour du film
- Ce rôle, le premier pour Sordi à être entièrement dramatique, lui valut l'année suivante l'Ours d'argent du meilleur acteur au Festival de Berlin.
- Sorte de cauchemar kafkaïen calqué sur la réalité italienne, ce film-accusation de Nanni Loy fit sensation puisque, pour la première fois, une œuvre cinématographique dénonçait autrement qu’à demi-mot l'inadéquation arriérée et dramatique des systèmes judiciaire et carcéral en Italie.